# ロス・バスタルドス
『ロス・バスタルドス』（原題: LOS BASTARDOS）は、フィリピンのテレビドラマ。ABS-CBNで2018年10月15日に初公開された。

## 登場人物
ドン・ローマン・カルディナル・シニア
演：ロナウド・ヴァルディーズ
ドン・ローマン・カルディナル・ジュニア / イサガニ「ガニ」D.・カルディナル
演：ジェイク・クエンカ
ホアキン・サンティリャン
演：ディエゴ・ロイザガ
マッテオ・A.・カルディナル / マッテオ・A.・シルバーリオ
演：マルコ・グマバオ
ルーカス・A.・カルディナル
演：アルビー・カシーニョ
コナー・P.・カルディナル
演：ジョシュア・コレット
ロレンツォ・D.・カルディナル / ロレンゾ・クエバス
演：ジョセフ・マルコ
ソレダド・デ・ヘスス・カルディナル
演：グロリア・ディアス